# Mykhaïlo Dorochenko
Mykhaïlo Dorochenko, (en ukrainien : Михайло Дорошенко, polonais : Michał Doroszenko), né au XVIe siècle et mort le 31 mai 1628 du calendrier Grégorien à Bakhtchyssaraï de la république des Deux Nations fut colonel des cosaque puis hetman.

## Biographie

Armes de la famille Dorochenko.